# Echinopla dubitata
Echinopla dubitata är en myrart som beskrevs av Smith 1862. Echinopla dubitata ingår i släktet Echinopla och familjen myror. Inga underarter finns listade i Catalogue of Life.